# Глаз Бога
Глаз Бога — российская платформа, специализирующаяся на предоставлении решений и услуг информационной безопасности и разработке программного обеспечения анализа больших данных. «Глаз Бога» позволяет получить сведения о людях и компаниях из закрытых баз данных в нарушение законов о доступе к личной информации

## История
Платформа Глаз Бога была создана в январе 2020 года российским программистом Евгением Антиповым. Первым решением платформы стал бот на основе кроссплатформенного мессенджера Telegram — Глаз Бога Бот.
В феврале 2020 года был запущен официальный канал платформы Глаз Бога в мессенджере Telegram. На начало 2021 года канал платформы насчитывал более 800 000 участников.
В июне 2020 года был запущен официальный сайт бота Глаз Бога.
Осенью 2020 года команда платформы объявила о разработке новых решений как для юридических лиц, так и для физических лиц.
В начале марта 2021 года Роскомнадзор направил требование в мессенджер Telegram о блокировке бота Глаз Бога и других подобных ботов за нарушение законодательства о защите персональных данных. После чего бот Глаз Бога оказался отрезан от принятия средств пользователей через популярные системы приёма платежей.
С 18 марта сервис был передан в руки юридическому лицу, зарегистрированному в реестре операторов персональных данных «Роскомнадзора». Это ООО «ОНЛАЙН АДЭР», числящееся в ОГРН с января 2020 года, а в реестре РКН — с февраля.
12 марта 2021 года по требованию Роскомнадзора команда мессенджера Telegram заблокировала бот «Глаз Бога». В то же время команда Глаза Бога заявила, что никаких требования со стороны Роскомнадзора она не получала. 13 марта 2021 года команда Глаза Бога обратилась за юридической помощью к адвокатам международной правозащитной группы Агора. Агора в лице Фёдора Сироша направила адвокатский запрос в Роскомнадзор, чтобы выяснить основания для блокировки. 15 марта 2021 года в команду Глаза Бога был приглашён Сергей Каленик на должность пресс-секретаря.
В апреле 2021 года в квартире администратора платформы прошли обыски.
15 августа 2021 года Таганский суд Москвы заблокировал сайт сервиса «Глаз Бога».

## Решения платформы

### Telegram-бот
Глаз Бога работает как бот на основе мессенджера Telegram, специализирующийся на анализе и систематизации больших данных из открытых источников: социальных сетей, мессенджеров, поисковых систем, сайтов, приложений и др. Бот позволяет пользователям без технической подготовки находить предполагаемые взаимосвязи о искомом объекте, обнаруживать совпадения между объектами, структурировать полученные данные в один поисковый результат по аналогии с поисковыми системами для дальнейшего анализа. При этом считается, что для непосредственного использования решения пользователям не требуются специальные навыки, так как вся работа ведётся в интуитивном графическом пользовательском интерфейсе мессенджера Telegram, а поисковые результаты структурируются в удобном для пользователя виде. В рамках бота пользователь может осуществлять поиск по различным направлениям и получать информацию о физическом лице, организации, транспортном средстве, электронной почте или телефонном номере. Широкое использование бот приобрел в том числе и для проверки контрагентов перед совершением сделок, а также для раскрытия различных преступлений